# Prothemus neimongolanus
Prothemus neimongolanus là một loài bọ cánh cứng trong họ Cantharidae. Loài này được Wang & Yang miêu tả khoa học năm 1990.